# 恩乔莱
恩乔莱（法語：Ndjolé）是加蓬中奥果韦省的一个城镇，位于兰巴雷内以东北的奥果韦河畔，加蓬铁路和N2公路途经当地。该城是伐木基地和交通枢纽。